# Rio Ozama
O rio Ozama é um rio da República Dominicana. Nasce na Loma de Siete Cabezas, na Serra de Yamasá, e desagua no mar do Caribe.
Forma a quarta maior bacia hidrográfica do país. Seus afluentes mais importantes são os rios Isabela e Yabacao.
Às margens do Ozama foi fundada São Domingos em 1502.